# Platysphinx stigmatica
Platysphinx stigmatica là một loài bướm đêm thuộc họ Sphingidae. Loài này có ở forests from Nigeria to the Congo, Angola và miền tây Uganda.
Chiều dài cánh trước là 58–62 mm đối với con đực và 60–65 mm đối với con cái. Có các đốm đỏ ở cánh sau.